# Popol Vuh (együttes)
A Popol Vuh német krautrock, progresszív, pszichedelikus rock, new age, ambient és elektromos zenei együttes volt. 1969-ben alakultak meg Münchenben. Tagok: Florian Fricke, Holger Trülzsch, Djong Yun, Conny Veit, Daniel Fichelscher, Klaus Wiese, Bob Eliscu, Frank Fiedler, Renate Knaup, Bettina Fricke, Alois Gromer, Ted de Jong, Guido Hieronymous és Maya Rose. A nevük „emberek könyvét” jelent. Nevüket egy könyvről, a Popol Vuhról kapták, amely a Mexikóban élő maja emberek mitológiáját tartalmazza. A zenekar pályafutása alatt 20 nagylemezt dobott piacra. Jellemző volt rájuk a kísérletezés. A zenekar egyike volt a krautrock/kísérletezős műfaj korai képviselőinek. Több válogatáslemezt is megjelentettek. Filmekhez is szereztek zenéket. Fricke 2001-ben elhunyt, így a Popol Vuh karrierjének is vége szakadt.

## Diszkográfia

### Stúdióalbumok
- Affenstunde (1970)
- In den Garten Pharaos (1971)
- Hosianna Mantra (1972)
- Seligpreisung (1973)
- Einsjager und Siebensjager (1974)
- Das Hohelied Salomos (1975)
- Aguirre (1975)
- Letzte Tage – Letzte Nachte (1976)
- Herz aus Glas (1977)
- Brüder des Schattens – Söhne des Lichts (1978)
- Nosferatu (1978)
- Die Nacht der Seele (1979)
- Sei still, wisse ICH BIN (1981)
- Agape-Agape (1983)
- Spirit of Peace (1985)
- Cobra Verde (1987)
- For You and Me (1991)
- City Raga (1995)
- Shepherd's Symphony – Hirtensymphonie (1997)
- Massa di Orfeo (1999)